# 奧林匹克體育中心多層停車場

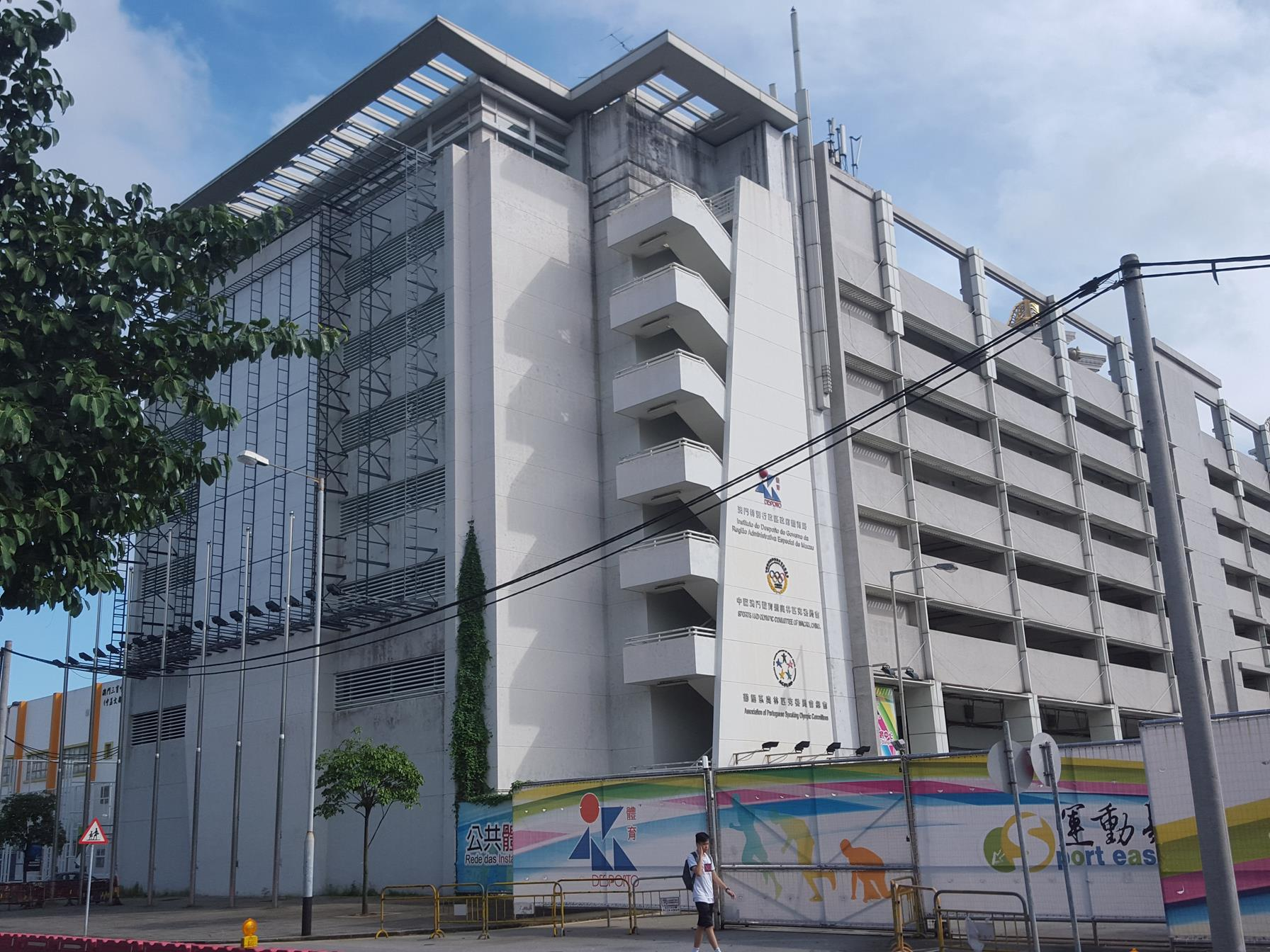
現時停車場外貌

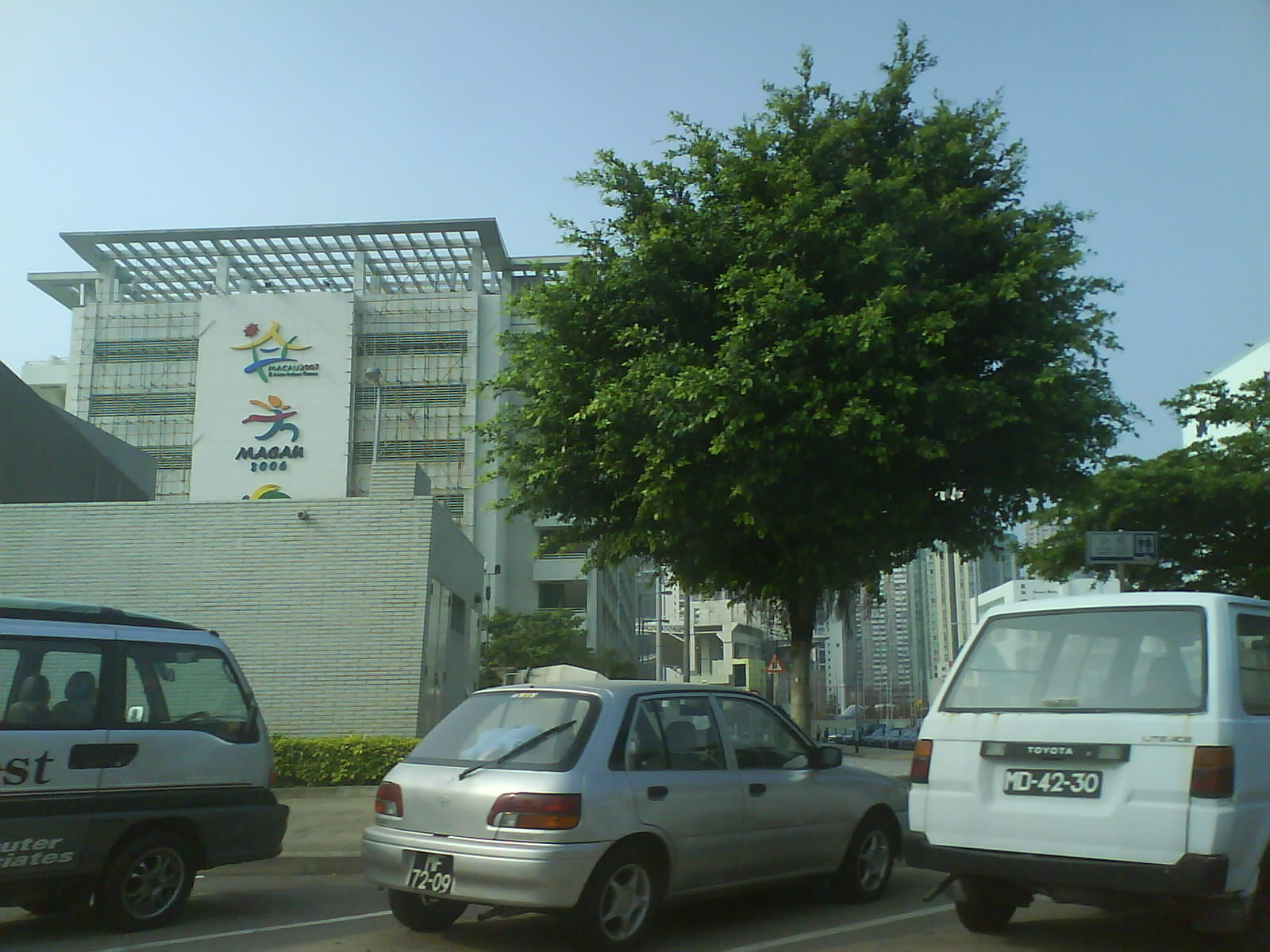
三個運動會時期外貌

奧林匹克體育中心多層停車場（葡萄牙語：Silo Automóvel do Centro Desportivo Olímpico），現為政策研究和區域發展局辦事處，大樓座落於澳門氹仔體育路185至195號。

## 地理位置
本大樓東臨澳門三育中學、南面銀河娛樂渡假村、西靠奧林匹克體育中心-游泳館、北背奧林匹克體育中心-運動場。選擇上址是因為該建築物將用作體育範疇事務，且附近集中了多個體育場地。

## 歷史
奧林匹克體育中心多層停車場始於2002年年底動工興建，於2004年年初落成，所有興建費用是由第四屆東亞運動會澳門組織委員會股份有限公司全數支付。
當時的第四屆東亞運動會澳門組織委員會股份有限公司在2004年遷入辦公，即為第四屆東亞運動會澳門組織委員會總部大樓，澳門東亞運組委會於2006年6月30日完成所有清算工作而「結束營業」。
2004年8月2日，第二屆亞洲室內運動會澳門組織委員會股份有限公司成立，是為第二屆亞洲室內運動會澳門組織委員會總部大樓，其辦公室和東亞運組委會共用資源；同年，基於承辦第一屆葡語系運動會，而該運動會籌備委員會附設於第二屆亞洲室內運動會澳門組織委員會股份有限公司，因而也是第一屆葡語系運動會澳門籌備委員會總部大樓，成為「一個班底、三個品牌」的聚集地。第二屆亞洲室內運動會澳門組織委員會股份有限公司已於2008年6月30日在法律上正式解散。
2007年1月1日起，葡語系奧林匹克委員會總會主席一職由澳門奧林匹克委員會第一副主席蕭威利（葡萄牙語：Manuel Silvério）擔任，於是位於里斯本的葡語系奧林匹克委員會總會「臨時總部」隨著蕭威利的擔任主席而遷至澳門的曾為第一屆葡語系運動會總部作為臨時總部；。同年2月3日，正式確立澳門為葡語系奧林匹克委員會總會總部。
在第二屆亞洲室內運動會舉辦後，「三個品牌」的籌備及組織工作正式劃上句號，而該「三個品牌」大樓改作為新的澳門奧林匹克委員會總部大樓，並於2008年1月30日由亞奧理事會主席薩巴赫親王、澳門社會文化司司長崔世安、澳門奧林匹克委員會主席藍鏵纓等主持揭幕及啟用儀式。2009年1月1日起，由於澳門體育暨奧林匹克委員會正式由澳門奧林匹克委員會改組成立，因而大樓也易名為澳門體育暨奧林匹克委員會總部大樓。
2010年7月13日起根據《澳門特別行政區公報》第100/2010號社會文化司司長批示重新公佈體育發展局管轄的體育設施附表被正名為奧林匹克體育中心多層停車場。
近年，因應澳門政府政策研究和區域發展局之前身政策研究室確定設於本大樓，澳門奧委會辦事處遂遷往路氹國際體育綜合體保齡球中心2樓繼續運作。

## 大樓內部
簡單地說，奧林匹克體育中心多層停車場大樓只有五樓是辦公地方，而地面只作為大堂接待處之用，一至四樓是為停車場樓層；下表是為大樓內部的分布情況：
| 層數       | 用途                       | 備注 |
| 地面（CV） | 政策研究和區域發展局接待處 | 放置澳門東亞運動會體育館模型 |
| 一樓       | 停車場                     | 只作大樓職員及私人用途 |
| 二樓       | 停車場                     | 只作大樓職員及私人用途 |
| 三樓       | 停車場                     | 只作大樓職員及私人用途 |
| 四樓       | 停車場                     | 只作大樓職員及私人用途 |
| 五樓       | 政策研究和區域發展局辦事處 | 設有兩個會議室 葡語系奧林匹克委員會總會總部（已遷至里斯本） 第四屆東亞運動會澳門組織委員會總部（已解散） 第一屆葡語系運動會澳門籌備委員會總部（附屬於澳門亞室運組委會，已解散） 第二屆亞洲室內運動會澳門組織委員會總部（已解散） 澳門體育暨奧林匹克委員會（已搬遷） 澳門特區政府政策研究室（升格為政發局） |
| 五樓閣樓   | 會議室暨記者會發布室       | 會議室可同時容納約120人 |